# Peter Aston
Peter Aston, född 5 oktober 1938 i Birmingham, West Midlands, död 13 september 2013, var en brittisk kompositör och dirigent. Aston var utbildad vid Birmingham School of Music och University of York. 
Hans karriär kombinerades med undervisning samtidigt som han arbetade som kompositör, dirigent och musikforskare. Aston innehade ledande akademiska poster vid universitetet i York och University of East Anglia, där han undervisade i tjugofem år och sedermera var professor emeritus.
Aston komponerade kammarmusik för röster och orkester men även större orkesterverk och barnoperor. Aston är mest känd för sin kyrkomusik och var en av grundarna av Norwich Festival of Contemporary Church Music och var en Lay Canon of Norwich Cathedral.
Som dirigent arbetade han med Storbritanniens ledande orkestrar och olika internationella körer, bland annat som dirigent för Aldeburgh Festival Singers och chefsdirigent för Sacramento Bach Festival Choir och orkestrar i USA. Han grundade också Tudor Consort och English Baroque Ensemble.

## Mest kända verk
- 1971 –	Alleluya Psallat (för kör)
- 1982 –	Beloved, let us love (för kör)
- 1993 –	Eternal Grace (för kör)
- 1993 – For I Went With the Multitude
- 1971 –	Haec Dies (cantata)
- 1996 –	How lovely is your dwelling-place (för kör)
- 2000 –	I am the true vine (för kör)
- 2000 – If ye love me (för kör & orgel)
- 1991 –	The King of Love (för kör)
- 1991 – Magnificat and Nunc Dimittis (för kör & orgel i F dur)
- 1973 –	Make we joye (4 carols to anonymous 15th century texts, för kör)
- 1999 –	O be joyful in the Lord (för kör)
- 1978 –	O sing unto the Lord a new song (för kör)
- 1976 –	So they gave their bodies (för kör)
- 1976 – The True Glory, för kör
- 1976 – Where Shall Wisdom Be Found?